# Muzeum řeznictví Valašské Meziříčí
Muzeum řeznictví Valašské Meziříčí je výstavní expozice zpřístupněná v tomto městě na východě České republiky přibližující návštěvníkům tradici zpracování masa ve zdejším regionu. Současně má nalákat možné pracovníky do oboru zpracování masa a výroby masných výrobků. Otevřeno bylo 20. června 2015 při Dnu otevřených dveří Masokombinátu Krásno, v jehož areálu se nachází. Finanční pomoc na jeho vybudování ve výši přesahující 11 milionů korun poskytla ze svých fondů Evropská unie.
Expozice nabízí návštěvníkům seznámení s postupem výroby masa. Prohlédnout si mohou stroje používané při této činnosti v Československu na počátku dvacátého století a mohou zhlédnout filmový snímek Jak dnes vypadá masná průmyslová výroba, který tvůrci připravovali přímo v provozu masozávodu, tedy v částech, kam nemají návštěvníci běžně přístup. Dále jsou prezentovány fotografie doplněné informačními texty zachycující výrobu masných výrobků. Ve výstavních prostorách je také zbudován ukázkový obchod, jehož součástí je skromná dílna zpracovávající maso, a návštěvníci si mohou prohlédnout i venkovskou zabijačku.